# Хаджієв Шамсудін Магомедович
Шамсудін Магомедович Хаджієв (нар. 20 серпня 1930, Чечен-Аул — пом. 25 листопада 2005, Москва) — муляр Чечено-Інгуського управління будівництва Міністерства промислового будівництва СРСР, Герой Соціалістичної Праці.

## Біографія
Народився 20 серпня 1930 року в селі Чечен-Аулі (нині підпорядковане місту Аргуну, Чечня, Російська Федерація). Чеченець. Навчався в школі у місті Грозному, потім, у період депортації, — у місті Леніногорську Східноказахстанської області Казахської РСР, де закінчив і будівельне училище. Після закінчення навчання став бригадиром комсомольсько-молодіжної будівельної бригади, а згодом наймолодшим депутатом міськради Леніногорська.
1957 року, після відновлення Чечено-Інгуської АРСР, повернувся на батьківщину разом зі своєю бригадою з 17 будівельників. Працював у Грозному, у тресті № 12 Грозпромбуду. Його трудовий стаж склав понад 50 років. Близько 40 % цивільних та промислових об'єктів у Грозному було збудовано його бригадою; за понад 30 років — збудовано понад мільйон квадратних метрів житла.
З 1957 року неодноразово обирався депутатом, був членом Президії Верховної Ради Чечено-Інгуської АРСР протягом десяти років. На початку 1990-х років пішов на пенсію. Останні роки жив у Москві. Помер у Москві 25 листопада 2005 року.

## Відзнаки, вшанування
- орден «Знак Пошани» (11 серпня 1966);
- Герой Соціалістичної Праці (5 квітня 1971; орден Леніна № 391 807; медаль «Серп і Молот» № 13 238);
- орден Жовтневої Революції (12 травня 1977);
- орден Дружби народів (9 липня 1986)[1].

почесні звання
- заслужений будівельник СРСР;
- заслужений будівельник РРФСР;
- заслужений будівельник Чечено-Інгуської АРСР;
- почесний громадянин міста Грозного.

Лауреат Державної премії СРСР (1985).
У серпні 2008 року вулиця Українська у Грозному, на якій жив Хаджієв, була названа його ім'ям.